# Fokszám (gráfelmélet)
A gráfelméletben egy gráfban egy csúcs fokszáma azoknak az éleknek a száma, amik illeszkednek a csúcsra. Egy {\displaystyle v} csúcs fokszámának jele {\displaystyle \deg(v)}.

## Irányítatlan gráfok

Irányítatlan gráf 6 csúccsal és 7 éllel.

Egy irányítatlan gráf egy csúcsának fokszáma a csúcsba befutó élek száma, úgy értve, hogy a hurokéleket kétszer számoljuk.
Az ábrán látható gráfhoz az alábbi fokszámok tartoznak:
| Csúcs | Fokszám |
| ----- | ------- |
| 1     | 2       |
| 2     | 3       |
| 3     | 2       |
| 4     | 3       |
| 5     | 3       |
| 6     | 1       |

## Fokszámösszeg-képlet, kézfogáslemma
Fokszámösszeg-képlet: Egy gráfban a fokszámok összege mindig páros, pontosabban az élek számának kétszerese.
{\displaystyle \sum _{v\in V}\deg(v)=2|E|}
Ennek következménye, hogy a páratlan fokú csúcsok száma páros (kézfogás-lemma).

## Irányított gráf

Irányított gráf 4 csúccsal és 5 éllel.

Irányított gráfokban megkülönböztetjük a csúcsok kifokát és befokát: a kifok azt adja meg, hány él indul egy csúcsból, a befok pedig azt, hogy hány végződik benne.
A befok jele {\displaystyle \deg ^{-}(v)}, a kifoké pedig {\displaystyle \deg ^{+}(v)}.
Az ábrán látható gráfhoz az alábbi fokszámok tartoznak:
| Csúcs | Befok | Kifok |
| ----- | ----- | ----- |
| 1     | 0     | 2     |
| 2     | 2     | 0     |
| 3     | 2     | 2     |
| 4     | 1     | 1     |

Irányított gráfban a befokok száma és a kifokok száma is egyenlő az élek számával.

## Különleges fokszámértékek
Egy gráf egy csúcsát izolált csúcsnak nevezzük, ha a fokszáma nulla. Ha a fokszám egy, levélről beszélünk; ez a fogalom elsősorban fák kapcsán fordul elő, mivel egy legalább két csúcsú fának mindig van legalább két levele.
Ha egy irányított gráf egy csúcsának nulla a befoka, forrásnak, ha a kifoka nulla, nyelőnek nevezzük.
Ha egy gráf minden csúcsának fokszáma k, k-reguláris gráfnak hívjuk. Azt az összefüggő gráfot, aminek pontosan 0 vagy 2 páratlan fokszámú csúcsa van, Euler-gráfnak mondjuk. (Ezek pontosan azok a gráfok, amiket meg lehet rajzolni egyetlen vonallal.)

## Fokszámsorozat

Két nem izomorf gráf, melynek ugyanaz a fokszámsorozata (3, 2, 2, 2, 2, 1, 1, 1).

A fokszámok sorozata egy gráf csúcsainak fokszámait tartalmazza nemnövekvő sorrendben (például d1 ≥ d2 ≥ … ≥ dn). Egy {\displaystyle d_{1}\geq d_{2},\geq \dots \geq d_{n}} fokszámsorozat megvalósítható, ha van olyan gráf, melynek ez a fokszámsorozata.
A fokszámok sorozata gráfinvariáns, tehát izomorf gráfoknak mindig ugyanaz lesz a fokszámsorozatuk. Viszont a fokszámsorozat nem azonosít egyértelműen egy gráfot, tehát, mint az ábrán látható esetben is, tartozhat nem izomorf gráfokhoz ugyanaz a sorozat.